# انجمن مخفی دوم‌زادگان سلطنتی
انجمن مخفی دوم‌زادگان سلطنتی (به انگلیسی: Secret Society of Second-Born Royals) فیلمی ابرقهرمانی و علمی‌فانتزیِ آمریکایی محصول سال ۲۰۲۰ به کارگردانی آنا ماسترو و با فیلمنامه‌ای از الکس لیتاک و اندرو گرین، بر اساس داستانی از لیتاک، گرین و آستین وینزبرگ است. زان دِوین، مایک کارز و نیز وینزبرگ تهیه‌کنندگان این اثر می‌باشند. پیتون الیزابت لی، نایلز فیچ، ایزابلا بلیک توماس، اولیویا دیبل، نواه لومکس، فالی راکوتوهاوانا، اشلی لیائو، سام پیج، گرگ بریک، الودی یونگ و اسکایلار آستین بازیگرانی‌اند که در این فیلم به ایفای نقش پرداخته‌اند. فیلم با مشارکت شبکه دیزنی تهیه و تولید شده و عموماً نقدهای متفاوتی از منتقدان دریافت کرده هرچند برخی آن را تنها یکی دیگر از آثار کلیشه‌ای اورجینال شبکه دیزنی قلمداد کردند.
فیلم در ۲۵ سپتامبر ۲۰۲۰ در دیزنی + منتشر شد.

## داستان
در پادشاهی ایلیریا، شاهدخت سامانتا(سَم) فرزند دوم خاندان سلطنتی به‌همراه دوستش، مایک، با اجرای کنسرت‌های خیابانی موسیقی راک علیه پادشاهی مستبد قلمرو فعالیت‌های اعتراضی می‌کند. در این میان خواهر بزرگتر او، ولیعهد النور، قرار است پس از درگذشت پدر و عمویشان جانشین مادرشان، کاترین نایب‌السلطنه شود. در یکی از شب‌هایی که سم و مایک مشغول گشت‌وگذار در بیرون از کاخ بودند، سم در یکی از این کنسرت‌های زیرزمینی کنترل احساسات و قدرت‌هایش را از دست داده و خرابی به بار می‌آورد. پس از اینکه موفق شدند تا سیستم اطفای حریق فعال‌شده را قطع کنند، به همراه مایک دستگیر می‌شوند. روز بعد، کاترین به او خبر می‌دهد که باید برای جبران غیبت‌اش در امتحان تاریخ در ترم تابستانی مدرسه شرکت کند.
سم ترم تابستانی مدرسه را در کنار جَنیوِری به‌شدت صمیمی، متیوی ساکت و اجتماع‌گریز، تومای مغرور و پرطرفدار، و رُکسانای ازخودراضی و خورهٔ فضای مجازی آغاز می‌کند. معلم آنها، پروفسور جیمز مورُو، بلافاصله فاش می‌کند که: آنها آنجا نیستند تا در ترم تابستانی شرکت کنند، بلکه برای آزموده شدن در پیوستن به انجمن مخفی دوم‌زادگان سلطنتی اینجا گردآورده شدند! انجمنی از اشخاص با قدرت‌های مافوق‌بشری که خود را وقف حفاظت از جهان و خدمت به نظام‌های سلطنتی مختلف کرده‌اند. مورو قدرت‌های خودش، توانایی تکثیرشدن را نیز نمایش داده تا امر بر کودکان مشتبه شده و فضا را جدی بگیرند. فاش شدن این حقایق و این مسئله که مادرش کاترین هم عضوی از این انجمن است، سم را بیش از پیش به شوک فرو می‌برد. کاترین به او گوش‌زد می‌کند که خواهرش النور هرگز نباید در مورد انجمن چیزی بداند و سپس به مورو دستور می‌دهد که بلافاصله تمرینات‌شان را شروع کند! ...

## بازیگران
- پیتون الیزابت لی در نقش پرنسس سم، سامانتا، خواهر کوچکتر النور
  - جولیانا ماری نئو در نقش سم ۵ساله
- نیلز فیچ در نقش شاهزاده توما
- ایزابلا بلیک توماس در نقش پرنسس جَنیوِری
- اولیویا دیبل در نقش پرنسس رکسانا
- نواه لومکس در نقش مایک کلینبرگ، بهترین دوست سم
- فالی راکوتوهاوانا در نقش شاهزاده متیو
- اشلی لیائو در نقش ولیعهد النور، خواهر بزرگ سم
  - جسیکا دو در نقش النور ۸ساله
- سم پیج در نقش پادشاه رابرت، پدر سامانتا
- اسکایلر آستین در نقش پروفسور جیمز مورو
- الودی یونگ در نقش ملکهٔ نایب‌السلطنه کاترین، مادر سم
- گرگ بریک در نقش مسئول۳۴/ شاهزاده/ عمو ادموند، عموی سم
- کارلوس گونزالس-ویو در نقش پدر مایک
- سوفیا پرناس در نقش پرنسس آنا

## تولید
در ماه مه ۲۰۱۹، گزارشی منتشر شد که فیلمی با عنوان انجمن مخفی دوم‌زادگان سلطنتی در حال توسعه برای استریم دیزنی+ با تهیه‌کنندگان اجرایی آستین وینزبرگ و مایک کارز، به کارگردانی آنا ماسترو، و نویسندگی الکس لیتوک و اندرو گرین است. در همان ماه، زِن دیوین و جولیانا جینز به ترتیب به عنوان تهیه‌کننده اجرایی و تهیه‌کننده مشترک قرارداد امضا کردند. فیلمنامه بر اساس داستانی از لیتاک، گرین و وینسبرگ نوشته شده‌است. الودی یونگ در اواخر آن ماه اعلام کرد که برای بازی در این فیلم انتخاب شده است. مدتی بعد فهرست بازیگران فیلم با حضور پیتون الیزابت لی در نقش اصلی و گرگ بریک به عنوان آنتاگونیست اصلی فیلم منتشر شد.
تصویربرداری اصلی در تورنتو، انتاریو درون دانشگاه تورنتو انجام شد و از ۶ مه تا ۲۹ ژوئن ۲۰۱۹ نزدیک به دو ماه به طول انجامید.

## انتشار
انجمن مخفی دوم‌زادگان سلطنتی در ۲۵ سپتامبر ۲۰۲۰ به‌صورت انحصاری در استریم دیزنی پلاس منتشر شد. قبل از این قرار بود تا در تاریخ ۱۷ ژوئیه ۲۰۲۰ انتشار صورت بگیرد، اما برنامه‌های شبکه با تغییر روبه‌رو شد.
این فیلم اولین نمایش مستمر خود را در ۲۶ فوریه ۲۰۲۳ از شبکه دیزنی در ایالات متحده انجام داد.

### جوایز
| سال  | جایزه                    | دسته‌بندی                                | گیرنده (های)                | نتیجه    | منبع   |
| ---- | ------------------------ | --------------------------------------- | --------------------------- | -------- | ------ |
| ۲۰۲۱ | جایزه برتر گزینش منتقدان | بهترین فیلم ابرقهرمانی                  | انجمن مخفی دوم‌زادگان سلطنتی | نامزدشده | [ ۱۰ ] |
| ۲۰۲۱ | جایزه برتر گزینش منتقدان | بهترین بازیگر زن فیلم ابرقهرمانی        | پیتون الیزابت لی            | نامزدشده | [ ۱۰ ] |
| ۲۰۲۱ | جایزه برتر گزینش منتقدان | بهترین بازیگر مرد در یک فیلم ابرقهرمانی | اسکایلر آستین               | نامزدشده | [ ۱۰ ] |